# NHK徳島放送局

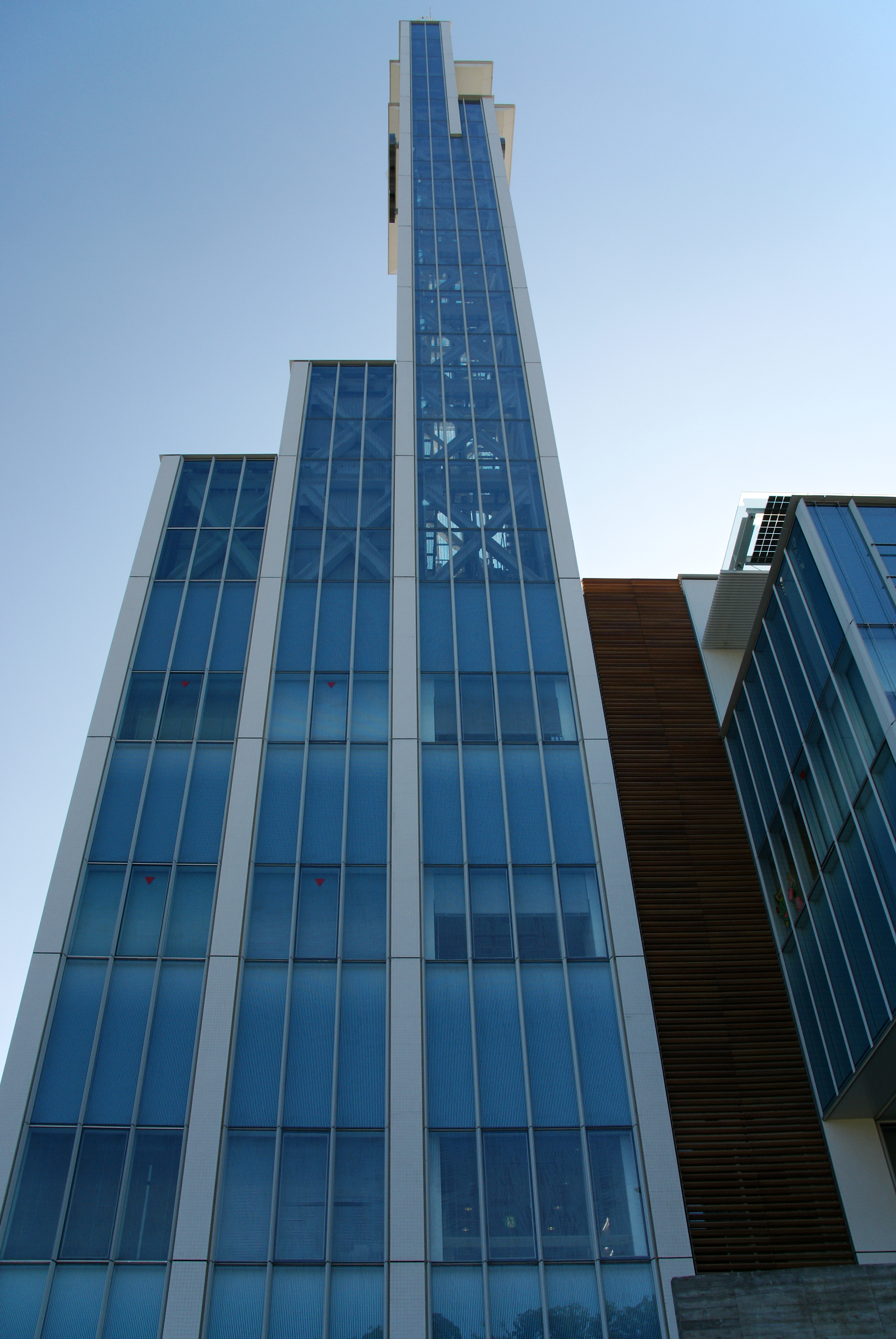
斬新なデザインのNHK徳島放送会館（2007年10月）

NHK徳島放送局（エヌエイチケイとくしまほうそうきょく）は、徳島県を放送対象地域とする日本放送協会（NHK）の地域放送局。テレビとラジオで県域放送を行っている。

## 概要
開局は1933年。徳島放送局から送出する中波放送は第1放送のみで、第2放送は大半の地域で大阪放送局（828kHz）を受信する。これは、1970年代初期の第1次中波再編で大阪放送局が300kWに増力された余波で、徳島第2放送局が1973年3月20日をもって廃止されたことによるものである。唯一の中継局である三好市の池田中継局は、かつては大阪放送局から送出していたが、その後回線のデジタル化により現在は松山放送局から送出している。イメージキャラクターは、徳島県が舞台となった連続テレビ小説『ウェルかめ』のキャラクターだった「かめっ太」。以前は「あわまるくん」で、徳島県の特産品であるすだちと、阿波踊り、そして鳴門の渦潮をイメージしたものだったが、『ウェルかめ』終了とともに交代した。
局舎は開局以来、徳島市南前川町二丁目4番地に所在していたが、JR徳島駅東側の新局舎へ移転し、2006年9月4日より本放送を開始した。
阿波踊りの時期には、職員有志が「NHK徳島連」を結成して参加している。揃いの浴衣が『徳島から生放送!真夏の夜もさだまさし』（2008年7月27日未明放送）において紹介されたが、男性アナウンサーが着用していたものが旧ロゴモデルであったことから、その歴史はとても古い。放送局移転後は、局舎内に演舞場を設けている。
徳島県にも甚大な被害を与えるとされる南海トラフ巨大地震にそなえ、万が一の際にも放送を継続させるため、放送や編集などができるサテライトスタジオが局から少し離れた場所に整備されている。

## 沿革
- 1933年7月23日 - 社団法人日本放送協会徳島放送局開局。ラジオ放送を開始。
- 1950年6月 - 放送法施行に伴い社団法人日本放送協会が解散。特殊法人としての日本放送協会が設立され一切の権利義務を継承。
- 1957年2月 - 池田ラジオ中継局開局。
- 1958年6月29日 - ラジオ第2放送開始。
- 1959年
  - 3月15日 - アナログ総合テレビ放送開始。
  - 12月 - 牟岐ラジオ中継局開局。
- 1961年3月 - アナログ総合テレビローカル放送開始。
- 1964年10月1日 - アナログ総合テレビカラー放送開始。
- 1968年2月20日 - アナログ教育テレビ、初の大出力UHF親局として本放送開始。
- 1969年
  - 3月 - FM放送本放送開始。
  - 9月 - 徳島県知事選挙において日本で初めてテレビによる政見放送を実施[4]。
- 1973年3月20日 - ラジオ第2放送廃止[1]。
- 1985年9月 - 緊急警報放送開始。
- 1986年8月 - アナログ総合テレビテレビ音声多重放送開始。
- 2002年3月 - 山城ラジオ中継局開局。
- 2006年
  - 9月4日 - 新局舎から放送開始。
  - 10月1日 - 地上デジタル放送開始。
- 2011年7月24日 - アナログ放送終了。23時59分完全停波。
- 2023年
  - 4月1日 - 令和改革により、部制（放送部・営業推進部等）からセンター制に見直され、コンテンツセンター、経営管理企画センターへ再編された。
  - 5月22日 - NHKプラスで地域向けのテレビ番組の見逃し配信が開始[5]。

## 主なチャンネル・周波数
- 太字は親局、それ以外は全て中継局。
- コールサインは総合系統がJOXK、教育系統がJOXB。

### テレビ
- 局所規模が大規模及び重要となっている場所のみを抜粋。
- 日本テレビ系列のJRT四国放送テレビがリモコンキーID「1」を希望したため、総合テレビは「3」を使用している。兵庫県で本局を視聴される場合は「5」・「9」・「11」のいずれかに設定される。

| 局名                               | デジタル                   | デジタル | デジタル | アナログ （2011年7月24日に終了） | アナログ （2011年7月24日に終了） | アナログ （2011年7月24日に終了） | 所在地     |
| 局名                               | 総合ch                     | 教育ch   | 出力     | 総合ch                           | 教育ch                           | 映像出力                         | 所在地     |
| ---------------------------------- | -------------------------- | -------- | -------- | -------------------------------- | -------------------------------- | -------------------------------- | ---------- |
| 徳島                               | 34                         | 40       | 1kW      | 03                               | 38                               | 総合 1kW 教育 10kW               | 眉山       |
| 鳴門瀬戸                           | 34                         | 40       | 0.5W     | 52                               | 42                               | 1W                               |            |
| 阿波                               | 26（2012年7月2日以降は29） | 28       | 1W       | 55                               | 47                               | 10W                              |            |
| 阿南                               | 27                         | 29       | 3W       | 41                               | 44                               | 30W                              | 明神山     |
| 鍛治屋谷                           | 35                         | 39       | 3W       |                                  |                                  |                                  | 鍛冶屋谷山 |
| 日和佐                             | 34                         | 40       | 30W      | 09                               | 05                               | 100W                             | 玉厨子山   |
| 日和佐桜町                         |                            |          |          | 08                               | 06                               | 50mW                             | 大岩山     |
| 神山                               | 37                         | 39       | 3W       | 09                               | 05                               | 1W                               | 横倉山     |
| 牟岐                               |                            |          |          | V02                              | V12                              | 1W                               | 大谷山     |
| 美馬                               | 34                         | 40       | 3W       | V02                              | V12                              | 3W                               |            |
| 半田                               |                            |          |          | V09                              | V05                              | 300mW                            |            |
| 阿波勝浦                           | 27                         | 39       | 3W       | V58                              | V55                              | 30W                              |            |
| 宍喰                               | 27                         | 29       | 1W       | 54                               | 52                               | 10W                              | 角力山     |
| 池田                               | 34                         | 40       | 3W       | V06                              | V04                              | 2W                               | 禿ノ峰     |
| 池田松尾                           | 29                         | 36       | 1W       | 55                               | 53                               | 10W                              | 金比羅山   |
| 山城                               | 29                         | 36       | 3W       | 02                               | 12                               | 10W                              | 大任峰     |
| 西祖谷山                           | 34                         | 40       | 3W       | 02                               | 12                               | 10W                              |            |
| *ch番号の前にVが付いた局は垂直偏波 |                            |          |          |                                  |                                  |                                  |            |

### ラジオ

#### 第1放送
- 徳島 945kHz 5kW
- 池田 1161kHz 100W
- 牟岐 1584kHz 100W
- 山城 1503kHz 50W
- 日和佐 94.6MHz(FM) 100W（玉厨子山）

#### 第2放送
- 大阪 828kHz JOBB 300kW[注 1]
- 池田 1359kHz 100W[注 2]

#### FM放送
※周波数の前にVが付いた局は垂直偏波。
- 徳島 83.4MHz 1kW（眉山）
- 池田 V85.0MHz 10W（禿の峰）
- 日和佐 85.7MHz 100W（玉厨子山）
- 神山 84.9MHz 10W（横倉山）
- 阿南 81.3MHz 10W（明神山）
- 阿波 84.4MHz 1W
- 美馬 V85.6MHz 10W
- 阿波勝浦 85.6MHz 1W
- 宍喰 89.9MHz 1W（角力山）
- 鷲敷 82.0MHz 10W（むすび山）
- 上勝 82.4MHz 3W（清水山）
- 東祖谷山 84.3MHz 10W
- 一宇剪宇 83.9MHz 1W
- 一宇 82.5MHz 10W

※ケーブルテレビ徳島では徳島を82.5MHzで再送信している。

## 支局
- 阿南支局[6]：阿南市富岡町東仲町268-1 ラフォーレ富岡503
- やまびこ支局[6]：三好市池田町マチ2178-24

## 主な徳島局制作番組

### 総合テレビ
太字はNHKプラスの「ご当地プラス」において見逃し配信を実施している番組。
- ひるどき四国（平日 11:45 - 12:00）
- とく6徳島（平日 18:10 - 19:00）
- あわとく（第1金曜日 19:30 - 19:56）
- とくしまニュース845（平日 20:45 - 21:00）
- とくしまニュース645（土日 18:45 - 19:00[注 3]）

#### 過去に放送された番組
- ニュースワイド徳島→モーニングワイドとくしま
- くらしのチャンネルとくしま→ほっとチャンネルとくしま→ほっとチャンネルおひるまえ→とくしまi→四国 おひるのクローバー
- てれごじ。→カフェあわまる
- きょうの徳島→630とくしま→イブニングネットワークとくしま→情報交差点 スタジオとくしま→情報交差点とくしま→ほっとイブニング徳島→ニュースとくしま610（ - 2010年4月2日）
- あわメロ（ - 2012年3月30日、現在は不定期の特番を放送）
- ニュースとくしま（ - 2012年4月1日）
- 阿波スペシャル（不定期）
- おはよう徳島[注 4] （ - 2022年9月30日）

### その他
- 2012年度から2021年度までの土日・祝日・年末年始は全時間帯松山放送局から四国ブロックニュース・気象情報を放送していた[注 5]。2022年4月9日からは総合テレビの土日の18:45枠に限り『とくしまニュース645』として10年ぶりに県域放送に復された（ただ、災害時や選挙関連のニュースがある場合は、夕方以外にも県域ニュースが放送される場合がある）[注 6]。

### ラジオ第1放送・FM放送
- 徳島のみなさんへ
- 夕べのひととき
- トクするラジオ（月1回金曜日 12:30 - 12:55、2013年1月 - ）
- 踊るあほうが見たものは（2015年4月18日 9:00 - 9:50 【FMシアター】）
- あわメロR（月1回月曜日 17:05 - 17:55）

#### 県域ローカルニュース
※すべて平日のみ。FMでも放送。
- 7:20 - 7:25
- 12:15 - 12:20
- 14:55 - 15:00（ラジオ第1放送のみ）
- 18:50 - 19:00

#### 交通情報（ラジオ第1放送）
月 - 金曜日
- 7:58（祝日を除く）
- 11:57（FMでも放送。祝日を除く）
- 17:58（祝日・大相撲期間中を除く）
- 19:58（四国地方向けに放送。祝日を除く）

## アナウンサー・キャスター
- 氏名の後の*は、過去に徳島局勤務経験のあるアナウンサー。前任地が太字のアナウンサーはその局が初任地。

| 氏名           | 前任地                  | 担当番組                                  | 備考             |
| アナウンサー   | アナウンサー            | アナウンサー                              |                  |
| -------------- | ----------------------- | ----------------------------------------- | ---------------- |
| 高橋篤史       | 高知                    | アナウンスグループ統括 徳島県のニュース   | 三好市出身       |
| 藤原陸遊       | 松江                    | とく6徳島 （キャスター） 徳島県のニュース |                  |
| 大村和輝       | 金沢                    | 各種スポーツ中継 徳島県のニュース         |                  |
| 安田真一郎*    | 岡山                    | 徳島県のニュース                          |                  |
| 羽深未奈乃     | 初任地                  | 徳島県のニュース                          |                  |
| 契約キャスター |                         |                                           |                  |
| 日笠まり絵     | 帯広 （契約キャスター） | とく6徳島 （月曜～木曜キャスター・隔週）  |                  |
| 上野綾子       |                         | とく6徳島 （月曜～木曜キャスター・隔週）  |                  |
| 吉成静恵       |                         | とく6徳島 （金曜キャスター）              |                  |
| 森寛子         |                         | とく6徳島                                 | エフエム徳島所属 |
| 気象予報士     |                         |                                           |                  |
| 藤野勝成       |                         | とく6徳島                                 | 日本気象協会所属 |